# Бородин, Давыд Мартемьянович
Давы́д Мартемья́нович Бороди́н (1760—1830) — войсковой и наказной атаман Уральского казачьего войска.

## Биография
Родился в 1760 году — сын атамана Яицкого войска Мартемьяна Михайловича Бородина (1737—1775), возглавившего часть Яицкого войска, оставшуюся верной правительству во время Пугачёвского бунта.
Был дважды войсковым атаманом Уральского казачьего войска по выбору (с 1798 по 1823 гг. и с 1827 по 1830 гг.), последний из выборных атаманов и последний из атаманов — уральских казаков по рождению. Пользовался среди казаков громадной популярностью: «атаман Бородин во всем войске один».
Во главе полков уральских казаков участвовал в походах в 1781, 1782, 1784 и 1787 гг. — в Киргизской степи, с 1789 по 1791 г. на Кавказской линии, с 1798 по 1800 гг. — походным атаманом в Швейцарии, в корпусе генерал-лейтенанта Римского-Корсакова. По прибытии в Швейцарию полк Бородина был в арьергарде при движении корпуса от Уцнаха к Цюриху. Во время сражения под Цюрихом полк Бородина был расположен на главной позиции, впоследствии он участвовал в бою у Диссенхофена (26 сентября).
По возвращении на родину Бородин продолжал атаманствовать до 1823 года, за это время участвовал в походе (1809 г.) в казахскую степь, участвовал в формировании уральских казачьих полков, отправляемых на русско-турецкую и наполеоновские войны. При нём в Уральске было открыто первое Войсковое училище для мальчиков. Для восстановления Уральска после грандиозного пожара 1821 года атаман пригласил в Уральск итальянского архитектора Дельмедино. В перестроенном им доме Бородина в Уральске впоследствии была размещена постоянная резиденция войсковых атаманов Уральского войска.
Умер в 1830 году в чине генерал-майора.
По завещанию после его смерти все крепостные крестьяне Бородина были записаны казаками Уральского казачьего войска. Имя Бородина носила Бородинская станица в Уральской области (ныне с. Бородинск Оренбургской области России).